# Campeonato Europeo Sub-18 1978
El Campeonato Europeo Sub-18 1978 se llevó a cabo en Polonia del 5 al 14 de mayo y contó con la participación de 16 selecciones juveniles de Europa provenientes de una fase eliminatoria.
Unión Soviética venció en la final a Yugoslavia para ser campeón del continente por cuarta ocasión en esta edición válida como la eliminatoria de la UEFA rumbo a la Copa Mundial de Fútbol Sub-20 de 1979.

## Eliminatoria

### Fase de grupos

#### Grupo 1
| País           | J | G | E | P | GF | GC | GD | Pts |
| -------------- | - | - | - | - | -- | -- | -- | --- |
| Hungría        | 4 | 2 | 1 | 1 | 6  | 2  | +4 | 5   |
| Checoslovaquia | 4 | 2 | 1 | 1 | 8  | 6  | +2 | 5   |
| Suecia         | 4 | 1 | 0 | 3 | 5  | 11 | –6 | 2   |

|  | Suecia         | 1–0 | Hungría        |
|  | Suecia         | 2–4 | Checoslovaquia |
|  | Hungría        | 4–0 | Suecia         |
|  | Checoslovaquia | 1–1 | Hungría        |
|  | Checoslovaquia | 3–2 | Suecia         |
|  | Hungría        | 1–0 | Checoslovaquia |

#### Grupo 2
| País         | J | G | E | P | GF | GC | GD | Pts |
| ------------ | - | - | - | - | -- | -- | -- | --- |
| Países Bajos | 4 | 2 | 2 | 0 | 7  | 3  | +4 | 6   |
| Irlanda      | 4 | 0 | 3 | 1 | 2  | 2  | 0  | 3   |
| Finlandia    | 4 | 0 | 1 | 3 | 4  | 6  | –2 | 1   |

|  | Finlandia    | 2–2 | Irlanda      |
|  | Finlandia    | 1–1 | Países Bajos |
|  | Países Bajos | 3–1 | Irlanda      |
|  | Irlanda      | 0–0 | Países Bajos |
|  | Países Bajos | 3–1 | Finlandia    |
|  | Irlanda      | 0–0 | Finlandia    |

### Eliminación Directa
| Equipo 1         | Agr.       | Equipo 2             | Ida | Vuelta |
| ---------------- | ---------- | -------------------- | --- | ------ |
| Dinamarca        | 0–3        | Escocia              | 0–2 | 0–1    |
| Islandia         | 2–1        | Gales                | 1–1 | 1–0    |
| Bélgica          | 9–2        | Irlanda del Norte    | 4–1 | 5–1    |
| Inglaterra       | 3–1        | Francia              | 3–1 | 0–0    |
| Liechtenstein    | 1–13       | Italia               | 0–6 | 1–7    |
| Luxemburgo       | 1–6        | Portugal             | 1–4 | 0–2    |
| Alemania Federal | 4–0        | Suiza                | 2–0 | 2–0    |
| Malta            | 0–2        | España               | 0–2 | 0–0    |
| Grecia           | 2–2 (3–2p) | Alemania Democrática | 1–1 | 1–1    |
| Bulgaria         | 2–4        | Turquía              | 2–1 | 0–3    |
| Yugoslavia       | 4–0        | Rumania              | 2–0 | 2–0    |
| Austria          | 0–2        | Unión Soviética      | 0–2 | 0–0    |

## Clasificados
| - Bélgica - Inglaterra - Alemania Federal - Grecia | - Hungría - Islandia - Italia - Países Bajos | - Noruega - Polonia (anfitrión) - Portugal - Escocia | - Unión Soviética - España - Turquía - Yugoslavia |

## Fase de grupos

### Grupo A
| País             | J | G | E | P | GF | GC | GD | Pts |
| ---------------- | - | - | - | - | -- | -- | -- | --- |
| Escocia          | 3 | 2 | 1 | 0 | 2  | 0  | +2 | 5   |
| Portugal         | 3 | 1 | 1 | 1 | 1  | 1  | 0  | 3   |
| Alemania Federal | 3 | 1 | 0 | 2 | 5  | 5  | 0  | 2   |
| Italia           | 3 | 0 | 2 | 1 | 3  | 5  | –2 | 2   |

| 5 de mayo | Italia           | 0–0 | Portugal         |
|           | Escocia          | 1–0 | Alemania Federal |
| 7 de mayo | Portugal         | 0-1 | Escocia          |
|           | Alemania Federal | 5–3 | Italia           |
| 9 de mayo | Italia           | 0–0 | Escocia          |
|           | Portugal         | 1–0 | Alemania Federal |

### Grupo B
| País            | J | G | E | P | GF | GC | GD  | Pts |
| --------------- | - | - | - | - | -- | -- | --- | --- |
| Unión Soviética | 3 | 3 | 0 | 0 | 10 | 0  | +10 | 6   |
| Países Bajos    | 3 | 1 | 1 | 1 | 3  | 4  | –1  | 3   |
| Noruega         | 3 | 1 | 0 | 2 | 2  | 6  | –4  | 2   |
| Grecia          | 3 | 0 | 1 | 2 | 3  | 8  | –5  | 1   |

| 5 de mayo | Grecia          | 0-4 | Unión Soviética |
|           | Países Bajos    | 1–0 | Noruega         |
| 7 de mayo | Grecia          | 2–2 | Países Bajos    |
|           | Unión Soviética | 4–0 | Noruega         |
| 9 de mayo | Países Bajos    | 0-2 | Unión Soviética |
|           | Noruega         | 2–1 | Grecia          |

### Grupo C
| País       | J                  | G                  | E                  | P                  | GF                 | GC                 | GD                 | Pts                |
| ---------- | ------------------ | ------------------ | ------------------ | ------------------ | ------------------ | ------------------ | ------------------ | ------------------ |
| Yugoslavia | 2                  | 1                  | 1                  | 0                  | 4                  | 1                  | +3                 | 3                  |
| Hungría    | 2                  | 1                  | 1                  | 0                  | 3                  | 1                  | +2                 | 3                  |
| Islandia   | 2                  | 0                  | 0                  | 2                  | 2                  | 7                  | –5                 | 0                  |
| Bélgica    | Abandonó el torneo | Abandonó el torneo | Abandonó el torneo | Abandonó el torneo | Abandonó el torneo | Abandonó el torneo | Abandonó el torneo | Abandonó el torneo |

| 5 de mayo | Islandia   | 1-3  | Hungría    |
| | Yugoslavia | ABD1 | Bélgica    |
| 7 de mayo | Hungría    | 0–0  | Yugoslavia |
| 9 de mayo | Yugoslavia | 4–1  | Islandia   |
| 1Luego de que el partido fuera abandonado cuando iba 2-1, Bélgica abandonó el torneo. El equipo sufrió intoxicación con los alimentos. Todos los resultados fueron anulados. |            |      |            |

### Grupo D
| País       | J | G | E | P | GF | GC | GD | Pts |
| ---------- | - | - | - | - | -- | -- | -- | --- |
| Polonia    | 3 | 2 | 0 | 1 | 5  | 3  | +2 | 4   |
| España     | 3 | 1 | 1 | 1 | 3  | 3  | 0  | 3   |
| Inglaterra | 3 | 1 | 1 | 1 | 2  | 3  | –1 | 3   |
| Turquía    | 3 | 0 | 2 | 1 | 3  | 4  | –1 | 2   |

| 5 de mayo | Inglaterra | 1–1 | Turquía    |
|           | España     | 2–1 | Polonia    |
| 7 de mayo | Inglaterra | 1–0 | España     |
|           | Turquía    | 1-2 | Polonia    |
| 9 de mayo | Polonia    | 2–0 | Inglaterra |
|           | España     | 1–1 | Turquía    |

## Fase final
|  | Semifinales          | Semifinales          |   |                      | Final                | Final |  |
|  |                      |                      |   |                      |                      |       |  |
|  |                      |                      |   |                      |                      |       |  |
|  | Cracovia, 12 de mayo |                      |   |                      |                      |       |  |
|  | Escocia              | 2                    |   |                      |                      |       |  |
|  | Yugoslavia (DP 2-4)  | 2                    |   |                      |                      |       |  |
|  |                      |                      |   |                      |                      |       |  |
|  |                      |                      |   |                      | Cracovia, 14 de mayo |       |  |
|  |                      |                      |   |                      | Yugoslavia           | 0     |  |
|  |                      | Unión Soviética      | 3 |                      |                      |       |  |
|  |                      |                      |   |                      |                      |       |  |
|  |                      |                      |   |                      |                      |       |  |
|  |                      |                      |   |                      | Tercer lugar         |       |  |
|  | Cracovia, 12 de mayo | Cracovia, 12 de mayo |   | Cracovia, 14 de mayo | Cracovia, 14 de mayo |       |  |
|  | Unión Soviética      | 2                    |   | Escocia              | 1                    |       |  |
|  | Polonia              | 0                    |   |                      | Polonia              | 3     |  |

## Campeón
| Eurocopa Sub-18 1978          |
| ----------------------------- |
| Bandera de la Unión Soviética |
| Unión Soviética 4º Título     |

## Clasificados al Mundial Sub-20
| - España - Hungría | - Polonia - Portugal | - Unión Soviética - Yugoslavia |